# Diócesis de Koper
La diócesis de Koper (en latín: Dioecesis Iustinopolitana en esloveno: Škofija Koper; en italiano: Diocesi di Capodistria) es una circunscripción eclesiástica latina de la Iglesia católica en Eslovenia, sufragánea de la arquidiócesis de Liubliana. La diócesis tiene al obispo Jurij Bizjak como su ordinario desde el 26 de mayo de 2012.

## Territorio y organización

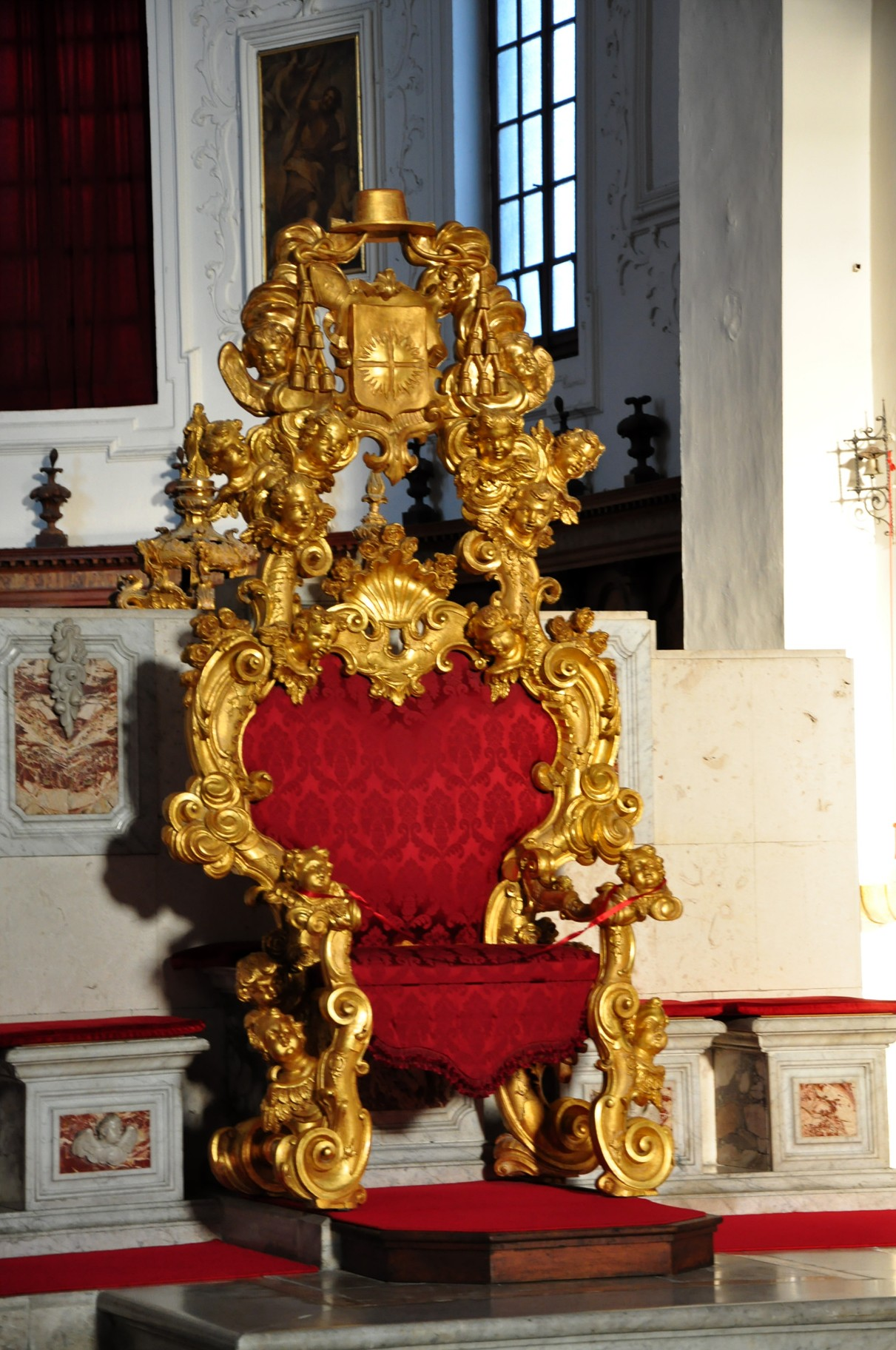
Cátedra episcopal

La diócesis tiene 4386 km² y extiende su jurisdicción sobre los fieles católicos de rito latino residentes en la parte occidental de Eslovenia.
La sede de la diócesis se encuentra en la ciudad de Koper, en donde se halla la Catedral de la Asunción de la Virgen María y de San Nazario. En Nova Gorica se encuentra la Concatedral de Cristo Salvador.
En 2019 en la diócesis existían 100 parroquias.

## Historia
La diócesis de Capodistria (nombre en italiano de Koper) fue erigida en el siglo VI. Originalmente era sufragánea del patriarcado de Aquilea.
Desde el siglo VIII hasta 1184 la sede no tuvo obispos propios y fue administrada por los obispos de la diócesis de Trieste.
El 11 de enero de 1206 el papa Inocencio III concedió al patriarca de Aquilea la facultad de unir la diócesis de Capodistria con la diócesis de Cittanova (nombre en italiano de Novigrad), pero la unión no se logró.
De 1810 a 1828 permaneció vacante. El 30 de junio de 1828 se unió a la diócesis de Trieste con la bula Locum beati Petri del papa León XII. El 27 de agosto de 1830 el papa Pío VIII con la bula In supereminenti confirmó la unión aeque principaliter.
El 17 de octubre de 1977 con la bula Prioribus saeculi del papa Pablo VI, la diócesis de Koper se separó de la diócesis de Trieste, convirtiéndose en sufragánea de la arquidiócesis de Liubliana. Además, con la misma bula se introdujeron cambios territoriales para hacer coincidir los límites de las diócesis con los de los estados. Así, la diócesis de Koper cedió a la diócesis de Trieste las parroquias que estaban en Italia tras el tratado de paz de 1947 y a la diócesis de Poreč y Pula las que se encontraban en el territorio de la República Socialista de Croacia. Al mismo tiempo adquirió las parroquias de las diócesis de Trieste, Poreč y Pula, Rikeka y Gorizia y Gradisca que estaban ubicadas en la República Socialista de Eslovenia.
El 15 de marzo de 2004 la iglesia del Divino Salvador de Nova Gorica fue erigida como concatedral de la diócesis con el decreto Ut spirituali de la Congregación para los Obispos.

## Estadísticas
De acuerdo al Anuario Pontificio 2020 la diócesis tenía a fines de 2019 un total de 176 193 fieles bautizados.
| Año                                                                             | Población            | Población | Población      | Sacerdotes | Sacerdotes    | Sacerdotes    | Bautizados por sacerdote | Diáconos permanentes | Religiosos | Religiosos | Parroquias |
| Año                                                                             | Bautizados católicos | Total     | % de católicos | Total      | Clero secular | Clero regular | Bautizados por sacerdote | Diáconos permanentes | Varones    | Mujeres    | Parroquias |
| ------------------------------------------------------------------------------- | -------------------- | --------- | -------------- | ---------- | ------------- | ------------- | ------------------------ | -------------------- | ---------- | ---------- | ---------- |
| 1980                                                                            | 200 000              | 242 000   | 82.6           | 195        | 173           | 22            | 1025                     |                      | 34         | 120        | 208        |
| 1990                                                                            | 207 017              | 258 332   | 80.1           | 190        | 167           | 23            | 1089                     |                      | 29         | 88         | 206        |
| 2000                                                                            | 204 788              | 261 118   | 78.4           | 174        | 149           | 25            | 1176                     |                      | 30         | 82         | 207        |
| 2002                                                                            | 202 900              | 258 380   | 78.5           | 172        | 145           | 27            | 1179                     |                      | 32         | 80         | 207        |
| 2004                                                                            | 204 602              | 257 280   | 79.5           | 170        | 145           | 25            | 1203                     |                      | 29         | 82         | 207        |
| 2013                                                                            | 181 230              | 266 403   | 68.0           | 156        | 126           | 30            | 1161                     | 2                    | 36         | 52         | 189        |
| 2016                                                                            | 185 450              | 258 958   | 71.6           | 149        | 123           | 26            | 1244                     | 2                    | 31         | 41         | 189        |
| 2019                                                                            | 176 193              | 250 150   | 70.4           | 148        | 122           | 26            | 1190                     | 2                    | 29         | 27         | 100        |
| Fuente: Catholic-Hierarchy, que a su vez toma los datos del Anuario Pontificio. |                      |           |                |            |               |               |                          |                      |            |            |            |

## Episcopologio
- San Nazario † (524-19 de junio de? falleció)
- Massimiliano † (mencionado en 557)
- Agatone † (mencionado en 567 o 667)
- Giovanni † (mencionado en 757)
- Senatore † (mencionado en 766?)
- Adalgero † (1184?-1212?)
- Uretmaro † (mencionado en 1216)
- Assalonne † (mencionado en 1220)
- Corrado † (mencionado de 1249 al 1270)
- Azzo † (1271-?)
- Papo † (1275-?)
- Buono † (1279-1283 falleció)
- Vitale † (28 de octubre de 1283-circa 1300)
- Pietro Manolesso, O.F.M. † (1301?-?)
- Tommaso Contarini † (1317-1327 falleció)
- Ugo da Vicenza, O.P. † (1328-1334 nombrado obispo de Mazara del Vallo)
- Marco Semitecolo † (26 de noviembre de 1334-después de 1342)
- Orso Dolfin † (5 de noviembre de 1347-30 de marzo de 1349 nombrado arzobispo de Creta)
- Francesco Querini † (30 de marzo de 1349-1355 nombrado arzobispo de Creta)
- Lodovico Morosini † (1367-21 de noviembre de 1390 nombrado obispo de Modone)
- Giacomo Loredan † (1390-22 de abril de 1411 falleció)
- Cristoforo Zeno † (16 de junio de 1411-1420 falleció)
- Geremia Pola † (4 de diciembre de 1420-1424 falleció)
- Martino de' Bernardini, C.R.S.A. † (14 de julio de 1424-23 de febrero de 1428 nombrado obispo de Modone)
- Francesco di Biondo, O.P. † (23 de febrero de 1428-29 de marzo de 1448 falleció)
- Gabriele Gabrieli † (19 de abril de 1448-1471 falleció)
- Pietro Bagnacavallo † (1471-1473 falleció)
- Simone Vosich † (26 de noviembre de 1473-agosto de 1482 falleció)
- Giacomo Valaresso † (1482-9 de marzo de 1503 falleció)
- Bartolomeo da Sonica, O.P. † (1503-13 de abril de 1529 falleció)
- Defendente Valvassori † (1529-1536 falleció)
- Pietro Paolo Vergerio † (6 de septiembre de 1536-5 de julio de 1549 depuesto)
- Tommaso Stella, O.P. † (21 de agosto de 1549-6 de enero de 1566 falleció)
- Adriano Bereti, O.P. † (26 de abril de 1566-7 de marzo de 1572 falleció)
- Antonio Elio † (30 de julio de 1572-1576 falleció)
- Giovanni Ingenerio † (3 de diciembre de 1576-1600 falleció)
- Girolamo Contarini † (15 de mayo de 1600-9 de octubre de 1619 falleció)
- Girolamo Rusca, O.P. † (29 de abril de 1620-15 de febrero de 1650 falleció)
- Pietro Morari † (9 de mayo de 1650-1653 falleció)
- Baldassarre Bonifacio † (24 de noviembre de 1653-17 de noviembre de 1659 falleció)
- Francesco Zeno † (16 de febrero de 1660-14 de agosto de 1680 falleció)
  - Sede vacante (1680-1684)
- Pier Giulio Dolfin † (19 de junio de 1684-24 de abril de 1685 falleció)
- Paolo Naldini, O.E.S.A. † (11 de marzo de 1686-21 de abril de 1713 falleció)
- Anton Maria Borromeo, C.R. † (30 de agosto de 1713-7 de julio de 1733 falleció)
- Agostino Bruti † (28 de septiembre de 1733-octubre de 1747 falleció)
- Giovanni Battista Sandi † (18 de diciembre de 1747-24 de mayo de 1756 nombrado obispo de Belluno)
- Carlo Camuzi † (20 de septiembre de 1756-1 de junio de 1776 renunció[5])
- Bonifacio da Ponte, O.S.B.Cam. † (15 de julio de 1776-6 de enero de 1810 falleció)
  - Sede vacante (1810-1828)
  - Sede unida a la diócesis de Trieste (1828-1977)
- Janez Jenko † (17 de octubre de 1977-15 de abril de 1987 retirado)
- Metod Pirih † (16 de abril de 1987 por sucesión-26 de mayo de 2012 retirado)
- Jurij Bizjak, desde el 26 de mayo de 2012